# Zetea
Zetea là một xã thuộc hạt Harghita, România. Dân số thời điểm năm 2002 là 5753 người.